# Los Fastidios
Los Fastidios  е италианска стрийт пънк група.
Основана е във Верона, Италия през 1991 година. Впоследствие групата сменя почти целия си състав, като от членовете на групата остава само вокалистът Енрико. Групата често е свързвана с антирасисткото движение SHARP.
От 2005 година е в състав:
- Енрико (вокали)
- Паолино (китара и вокали)
- Дани (китара и вокали)
- Алвизе (бас и вокали)
- Джакомо (барабани и вокал)

На 13 март 2007 година изнася концерт във варненския клуб „Зона 51“.

## Дискография
- Birra, oi! e divertimento (Skooter Rekords, 1994)
- Banana e scarponi (Skooter Rekords, 1995)
- Hasta la baldoria (Skooter Rekords, 1996)
- Oi! Gio (Skooter Rekords, 1997)
- Contiamo su di voi! (KOB Records, 1998)
- Radio boots (KOB Records, 2000)
- Fetter Skinhead (KOB Records, 2000)
- 1991 – 2001 Ten years tattooed on my heart (KOB Records, 2001)
- Guardo Avanti (KOB Records, 2001)
- Ora Basta (KOB Records, 2003)
- La verdadera fuerza de la calle (Amp Records Buenos Aires, 2003)
- Prawdziwa sila ulicy (Jimmy Jazz Records Poland, 2003)
- Siempre Contra (KOB Records, 2004)
- Sopra e Sotto il palco (live '04) (KOB Records, 2005)
- On The Road....Siempre Tuor! (dvd) (KOB Records, 2005)
- Rebels 'N' Revels (KOB Records, 2006)